# Lech (Bier)

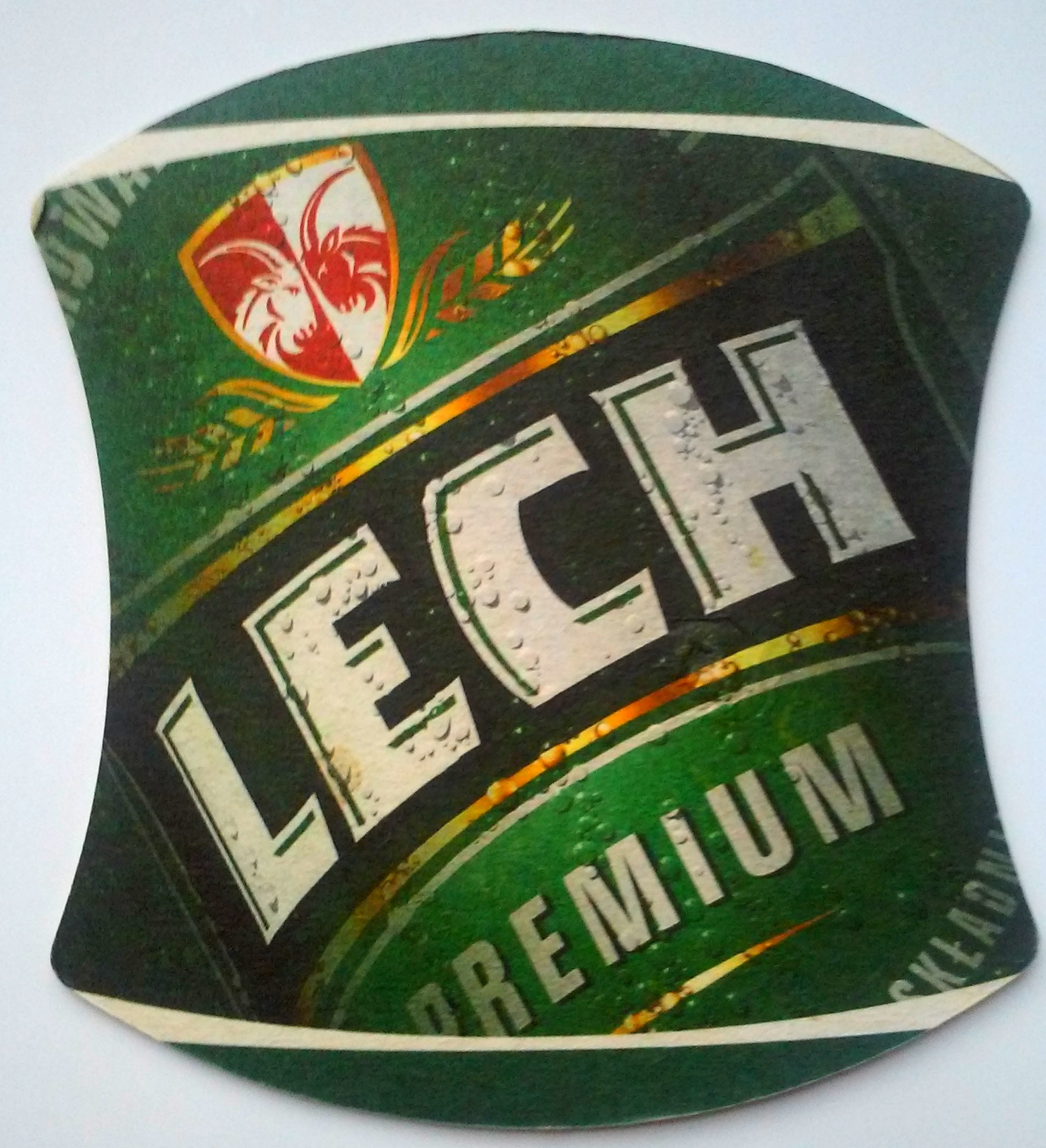
Bierdeckel

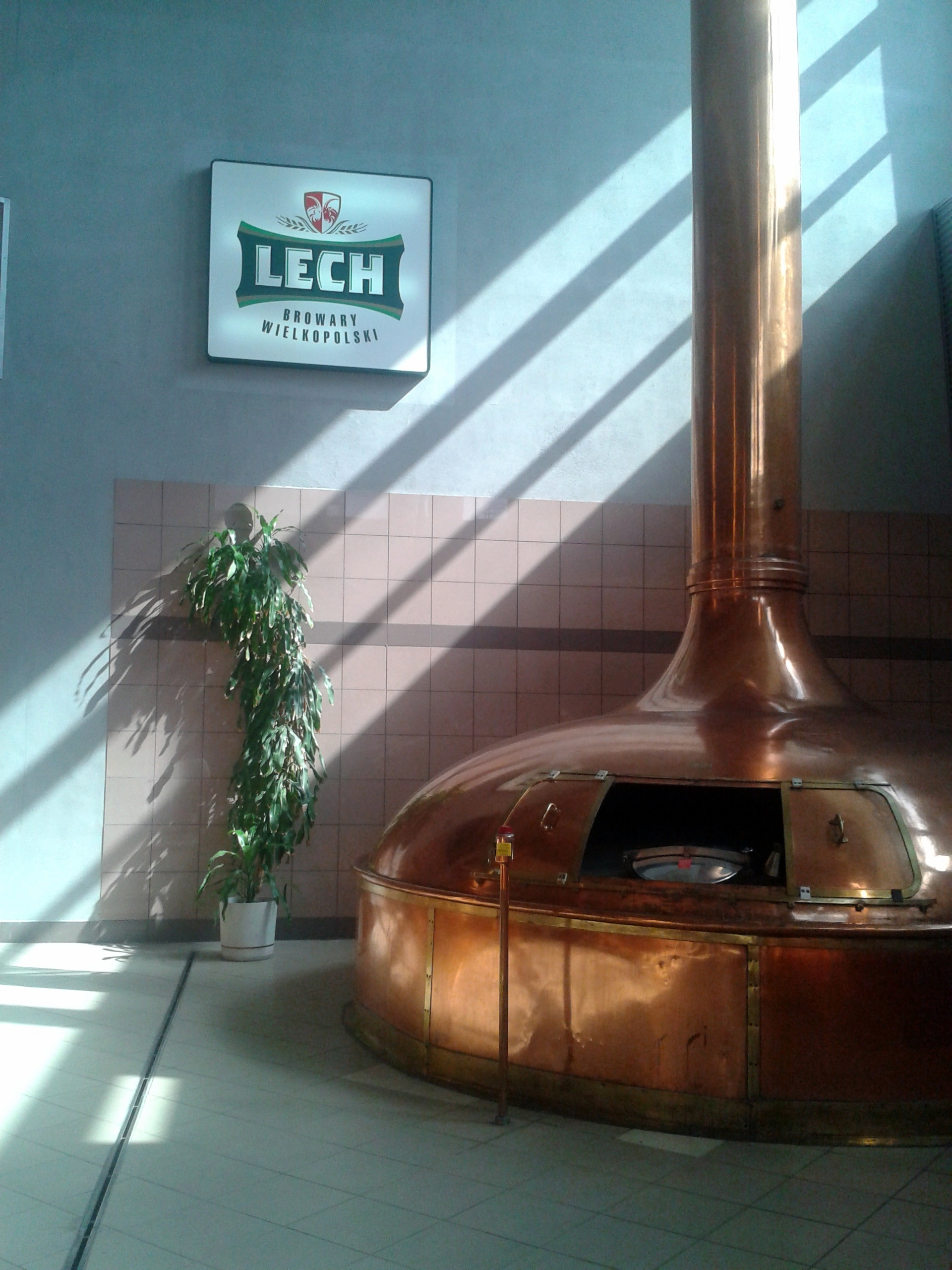
Großpolnische Brauerei

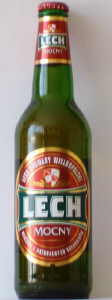
Lech Mocny

Lech ist ein helles Bier aus Polen mit einem Alkoholgehalt von 5,0 % Vol. Es wird in der Großpolnischen Brauerei in Posen gebraut, die zur Kompania Piwowarska gehört, die wiederum Teil des japanischen Asahi-Konzerns ist. Die Marke ist über Polen hinaus bekannt und wird auch im deutschsprachigen Raum vertrieben. Die Tradition des Bierbrauens in Posen stammt aus dem Mittelalter, die derzeitige Brauerei entstand im 20. Jahrhundert. Im Logo ist die Wortmarke abgebildet, die von einem Wappen gekrönt wird, das auf die Posener Ziegenböcke am Posener Rathaus anspielt.
Im polnischen Posen liegt die Brauerei Lech Browary Wielkopolski, die für die Produktion dieser Biere verantwortlich ist. Die heutige Brauanlage wurde im Jahre 1975 erbaut. 1984 wurde dann noch eine moderne Mälzerei hinzugefügt. Doch auch diese modernen Produktionsanlagen konnten das Unternehmen nicht davor bewahren, vom Braugiganten SAB-Miller übernommen zu werden. Dieser übertrug die Markenrechte der polnischen Braugesellschaft Kompania Piwowarska SA, welche auf dem polnischen Markt einen Anteil von ca. 35 % hält. Neben Lech besitzt der Konzern auch die Rechte an den Marken Tyskie und Pilsener Urquell.